# Elmore City
Elmore City é uma cidade localizada no estado norte-americano de Oklahoma, no Condado de Garvin.

## Demografia
Segundo o censo norte-americano de 2000, a sua população era de 756 habitantes.
Em 2006, foi estimada uma população de 768, um aumento de 12 (1.6%).

## Geografia
De acordo com o United States Census Bureau tem uma área de
1,2 km², dos quais 1,2 km² cobertos por terra e 0,0 km² cobertos por água.

## Localidades na vizinhança
O diagrama seguinte representa as localidades em um raio de 24 km ao redor de Elmore City.